# Alucita eudactyla
Alucita eudactyla är en fjärilsart som beskrevs av Felder 1875. Alucita eudactyla ingår i släktet Alucita och familjen mångfliksmott, (Alucitidae). Inga underarter finns listade i Catalogue of Life.

## Bildgalleri

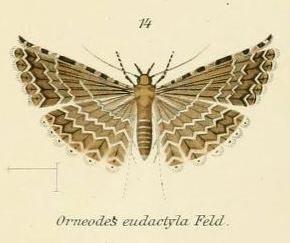